# ポカポカ地球家族
『ポカポカ地球家族』（ポカポカちきゅうかぞく）は、2002年10月5日から2007年9月29日まで、テレビ朝日系列（ただし一部系列局除く）で放送されたバラエティー・ドキュメンタリー番組である。放送時間は、毎週土曜18:30 - 19:00（JST）。
当初はネスレ日本の一社提供で、正式タイトルも『ネスレ ポカポカ地球家族』と冠付きだったが、後にネスレ日本を含む複数社提供に変わり、タイトルから『ネスレ』が外された。なお末期にはネスレ日本は撤退した。

## 概要
世界各地で活躍する日本人家族を紹介し、スタジオでは中山秀征と岡江久美子がゲストを交えてトークを行う形式で進行された。また、スタジオでは、現地の名物料理を作ったり試食をするのが恒例となっていた。
字幕放送はテレビ朝日系列地上波、BS朝日の双方で実施された。また、本放送当時、BS朝日では唯一の字幕放送番組であった（BS朝日での字幕放送は本番組の終了後、『人生の楽園』で実施されている）。また、CS放送のテレ朝チャンネルでも過去の放送分が再放送されている。
2007年9月をもって番組終了となり、5年の放送に幕を下ろした。最終回の最後に、司会の岡江と中山に対し、花束の贈呈が行われた。

## 出演者
- 中山秀征
- 岡江久美子
- 宮崎美子（ナレーション）
- 塩山由佳（V.O）
- 吉原ナツキ（V.O）

## 取材した国
- アメリカ
- カナダ
- 韓国
- オーストリア：田中雅彦 (バドミントン選手)など

## 主なスタッフ
- 構成：安達元一、須平敦宣、今村クニト、外山信行、たがい誠、つちやゆかり
- ディレクター：大坂倫代・野坂真也（NET WEB）、大角肇・阿部護・風間直美・渡辺浩（共同テレビ）
- 演出：松田裕士（NET WEB）、吉田岳人（共同テレビ）
- プロデューサー：小林正（テレビ朝日）、大和田宇一（ワタナベエンターテインメント）、江間浩司（NET WEB）、石田優子（共同テレビ）
- 技術協力：テイクシステムズ、テレテック、日放、ザ・チューブ、共同テレビジョン、SPOT、テクノマックス
- 制作協力：NET WEB、ワタナベエンターテインメント、共同テレビジョン
- 制作著作：テレビ朝日

## テーマ曲
- 「Eternal Vision」東儀秀樹（放送開始 - 2005年1月）
- 「小さな奇跡」江原啓之(2005年2月 - 同年6月)
- 「素直記念日」INSPi(2005年7月 - 同年9月）
- 「空をこえて 海をこえて」 歌：やなわらばー（2005年10月 - 放送終了）

## 備考
- 2004年10月23日の放送分は、新潟県中越地震による報道特別番組により放送中断となり、同年11月27日に改めて放送された。

## 関連語句
- ネットウエブ
- 共同テレビジョン
- スポット (企業)
- テレビ朝日
- ネスレ日本